# Wilhelmietenmuseum
Het Wilhelmietenmuseum is een museum dat gevestigd is aan Staartsestraat 2 te Huijbergen.
Dit museum is gevestigd in het poortgebouw uit 1610 van de voormalige abdij der Wilhelmieten, het Mariaklooster. Hier waren vanaf 1854 ook de Broeders van Huijbergen gevestigd. In 1977 werd het museum geopend. In zes zalen wordt de geschiedenis van het klooster en zijn bewoners gepresenteerd. Er zijn 17e- en 18e-eeuwse schilderijen te zien, alsmede tal van religieuze en profane voorwerpen die dateren uit de 16e tot de 19e eeuw en die verband houden met de orde. Ook zijn er verzamelingen iconen en bidprentjes in het museum ondergebracht.